# Мангеттенський проєкт
«Манге́ттенський проєкт» (англ. Manhattan Project) — кодова назва програми розробки ядерної зброї у Сполучених Штатах Америки, здійснення якої формально почалося 13 серпня 1942 року. Перед цим, від 1939 року, дослідження проводив Урановий комітет (S-1 Uranium Committee).
У проєкті брали участь вчені зі Сполучених Штатів Америки, Великої Британії, Німеччини та Канади. В рамках проєкту було створено три атомні бомби: плутонієву, що їй присвоєне власне ім'я «Триніті» (підірвана при першому ядерному випробуванні поблизу Аламогордо), уранову бомбу «Малюк» (скинута на Хіросіму 6 серпня 1945 року) і плутонієву бомбу «Товстун» (скинута на Нагасакі 9 серпня 1945 року). Проєктом керували американський фізик Роберт Оппенгеймер і генерал Леслі Гровз інженерного корпусу Армії США.
Щоб приховати призначення новоствореної структури, у складі військово-інженерних військ армії США було сформовано Мангеттенський інженерний округ (Manhattan Engineering District), а Гровза (на той час полковника) проведено в бригадні генерали і призначено командувачем цього округу.
У проєкті взяло участь близько 130 000 осіб, а його вартість склала майже 2 млрд доларів США. Більше 90 % витрат припадало на будівництво заводів і виробництво розщеплюваного матеріалу, а менше 10 % — на розробку та виробництво зброї. Дослідження та виробництво проходили на більш ніж 30 майданчиках у США, Великій Британії та Канаді. Проєкт також займався збором розвідданих німецького проєкту з виробництва ядерної зброї. У рамках місії «Алсос» персонал проєкту працював у Європі, іноді в тилу ворога, де збирав ядерні матеріали та документи, а також збирав німецьких учених.
Залучення найкращих наукових сил світу та величезних виробничих можливостей США дало змогу менш ніж за три роки створити перші у світі зразки ядерної зброї.
Однак, попри найсуворішу таємність проєкту, «атомні шпигуни» передали СРСР багато технічної інформації, яку було використано під час створення радянської атомної бомби.

## Початок
У серпні 1939 року фізики Лео Сілард і Юджин Вігнер склали так званий лист Ейнштейна Рузвельту, який містив попередження про можливу розробку нацистською Німеччиною надзвичайно потужної бомби нового типу. У зв'язку з цим автори листа закликали США забезпечити накопичення запасів уранової руди та фінансування досліджень Енріко Фермі та інших учених у галузі ланцюгових ядерних реакцій. Лист, підписаний Альбертом Ейнштейном, доставили президенту США Франкліну Рузвельту. Для дослідження проблем, порушених у листі Рузвельт призначив Лаймана Бріггза з Національного бюро стандартів головою Уранового комітету. 1 листопада 1939 року комітет доповів Рузвельту, що використання урану дозволить створити зброю, руйнівна сила якої значно перевершує будь-що відоме.
На початку 1940 року Отто Фріш та Рудольф Паєрлс у Бірмінгемському університеті (Великобританія) оцінили критичну масу урану-235. Результат викладено в так званому «меморандумі Фріша — Паєрлса», який багато в чому ініціював широкомасштабні дослідження можливості створення ядерної зброї.
У червні 1940 року Урановий комітет перетворено на підкомітет S-1 Дослідницького комітету національної оборони.
28 червня 1941 року Рузвельт підписав указ 8807 про створення Управління наукових досліджень та розробок з Венівером Бушем на посаді директора.
У серпні 1941 року британський учений австралійського походження Марк Оліфант прилетів до США і провів низку зустрічей з американськими чиновниками та фізиками, агітуючи «за бомбу».
Дослідження атомної проблематики прискорив вступ США в Другу світову війну в грудні 1941 року. Коли навесні 1942 Артур Комптон оцінив величину критичної маси урану-235 у межах від 2 до 100 кг, то стало зрозуміло, що можна виготовити атомну бомбу, яку зможе взяти на борт літак. Президент Рузвельт, якому про це повідомили, санкціював початок практичної роботи зі створення такої зброї.
17 червня 1942 року Венівер Буш представив президенту доповідь, у якій виклав план подальшої роботи.

## Учасники

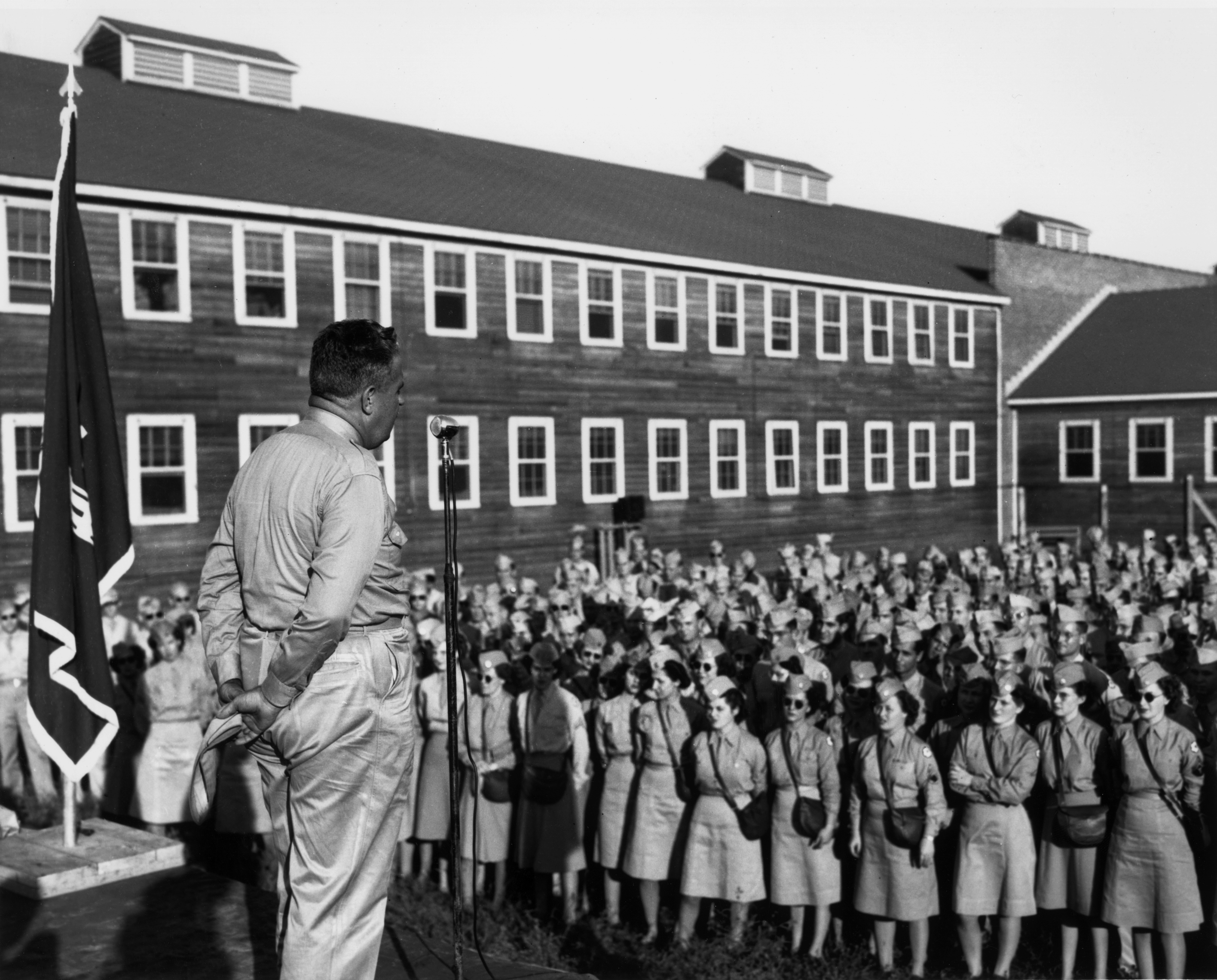
Генерал Леслі Гровз виступає перед персоналом заводу в Оук-Ридж (29 серпня 1945 року)

У червні 1944 року в Мангеттенському проєкті було задіяно близько 129 000 осіб, з яких 84 500 — у будівельних роботах, 40 500 були працівниками заводів та 1800 — військовиками. Важливу роль проєкті зіграли люди-обчислювачі. При цьому 99 % працівників проєкту не знали, над яким кінцевим завданням вони працюють. 1945 року журнал «Лайф» написав, що до повідомлення про перше застосування атомної бомби лише кілька десятків людей знали кінцеву мету проєкту, ще близько тисячі знали, що те, що відбувається, якось пов'язане з атомом, а решта 100 тисяч працювали «як кроти в непроглядній темряві».

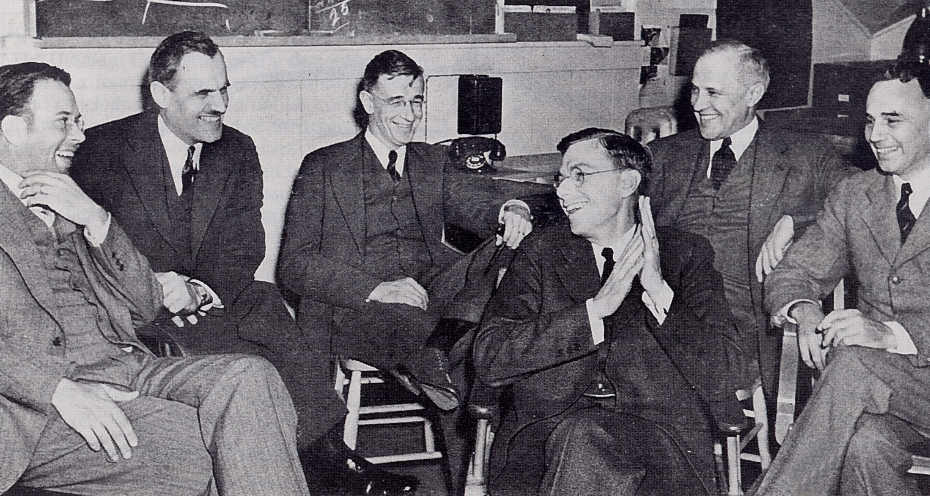
Університет Каліфорнії, Берклі, 29 березня 1940. Зліва направо: Ернест О. Лоуренс, Артур Г. Комптон, Веннівер Буш, Джеймс Б. Конант, Карл Т. Комптон та Альфред Л. Луміс

Учасники проєкту — фізики й інші учені зі світовим ім'ям: Рудольф Паєрлс, Отто Роберт Фріш, Едвард Теллер, Енріко Фермі, Лео Сілард, Джон фон Нейман, Юзеф Ротблат, Ісидор Рабі, Станіслав Улям, Роберт Вілсон, Віктор Вайскопф, Джеймс Конант, Герберт Йорк, Кеннет Бейнбрідж, Семюел Аллісон, Едвін Макміллан, Френк Оппенгеймер, Джон Лоуренс, Георгій Кістяковський, Ернест Лоуренс, Річард Робертс, Фред Молер, Александр Сакс, Ганс Бете, Сільван Швебер, Веннівер Буш, Уоллес Екерс, Ганс Галбан, Юджин Вігнер, Джон Кокрофт, Ернест Волтон, Річард Фейнман, Клаус Фукс та інші.
До секретного проєкту було долучено багато великих учених, які емігрували 1933 року з Німеччини (Фріш, Бете, Сілард, Фукс, Теллер, Блох та інші), а також Нільс Бор, вивезений з окупованої Німеччиною Данії.
Проєкт об'єднав вчених із Великобританії, Європи, Канади, США, серед яких було 12 лауреатів Нобелівської премії, в єдиний міжнародний колектив, який розвґязав задачу в найкоротші терміни.
При цьому Мангеттенський проєкт призвів до деякого погіршення відносин США та Великої Британії, оскільки США скористалися знаннями вчених із Великої Британії, але потім відмовилися ділитися з нею отриманими результатами.

## Уранова руда
Ключовою сировиною для проєкту був уран. Найбагатшим джерелом уранової руди був рудник Шинколобве (Конго), але він був затоплений і закритий. Проте бельгійський промисловець Едгар Сенж'є встиг перевезти достатню кількість цієї руди до США на склад у Статен-Айленді.

## Розділення ізотопів урану та отримання плутонію
Перспективними напрямками отримання ядерного матеріалу, що ділиться, було визнано отримання урану-235 збагаченням природного урану і напрацювання плутонію-239 опроміненням природного урану-238 нейтронами. Роботи в обох напрямках ішли паралельно. Головна складність при створенні вибухового пристрою на основі урану-235 полягала в збагаченні урану — тобто у підвищенні масової частки ізотопу 235U в матеріалі, щоб уможливити ланцюгову ядерну реакцію (у природному та низькозбагаченому урані розвитку ланцюгової реакції перешкоджає ізотоп 238U). Отримання плутонію-239 для плутонієвого заряду не було пов'язане безпосередньо зі складнощами в отриманні урану-235, оскільки в цьому випадку використовується уран-238 та спеціальний ядерний реактор.

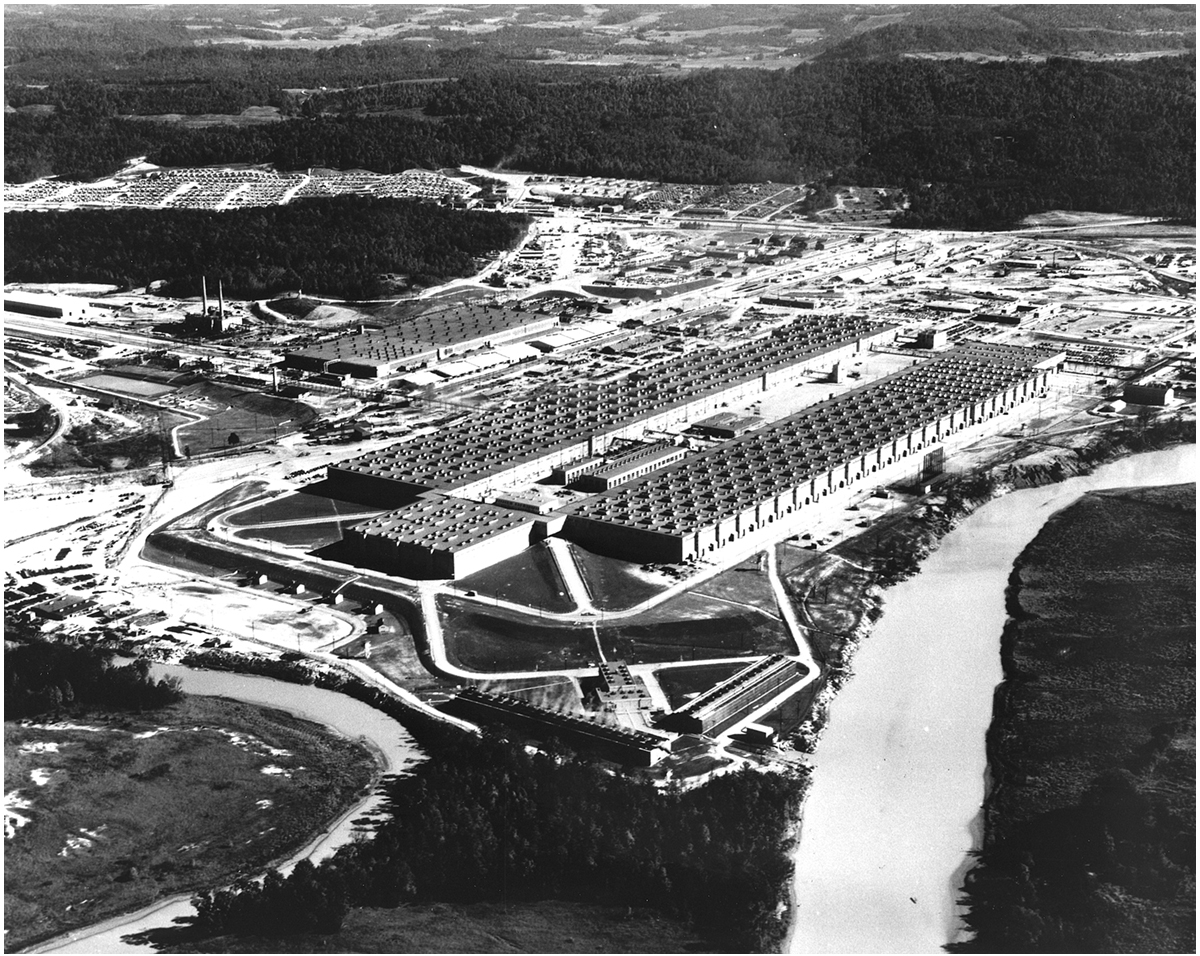
Установка K-25 в Оук-Риджі

Природний уран на 99,3 % складається з урану-238 і 0,7 % урану-235, але лише останній є розщеплюваним. Хімічно ідентичний уран-235 слід фізично відокремити від поширенішого ізотопу. Було розглянуто різні методи збагачення урану, більшість із яких практично здійснено в Оук-Риджі (штат Теннессі). У Оук-Риджі побудували завод електромагнітного розділення (Y-12), за який відповідав Е. Лоуренс, дифузійний завод (K-25), за який відповідали Г. Юрі та Дж. Даннінг, і термодифузійний завод (S-50), за який відповідав Ф. Абельсон.
Застосування найекономнішої технології, газової центрифуги, провалилося, проте електромагнітне розділення, газова дифузія та термодифузія успішно застосовано в проєкті.
Газова дифузія була найобнадійливішим, але й найпроблемнішим методом розділення ізотопів. Закон Ґрема каже, що швидкість дифузії газу обернено пропорційна квадратному кореню з його молекулярної маси, так що в контейнері з напівпроникною мембраною і сумішшю двох газів, молекули легшого газу проходитимуть через мембрану зі більшою швидкістю, ніж молекули важчого.
28 грудня 1942 року президент Рузвельт підписав розпорядження про будівництво заводів зі збагачення урану методом газової дифузії та електромагнітним методом, а також заводу з виробництва плутонію.

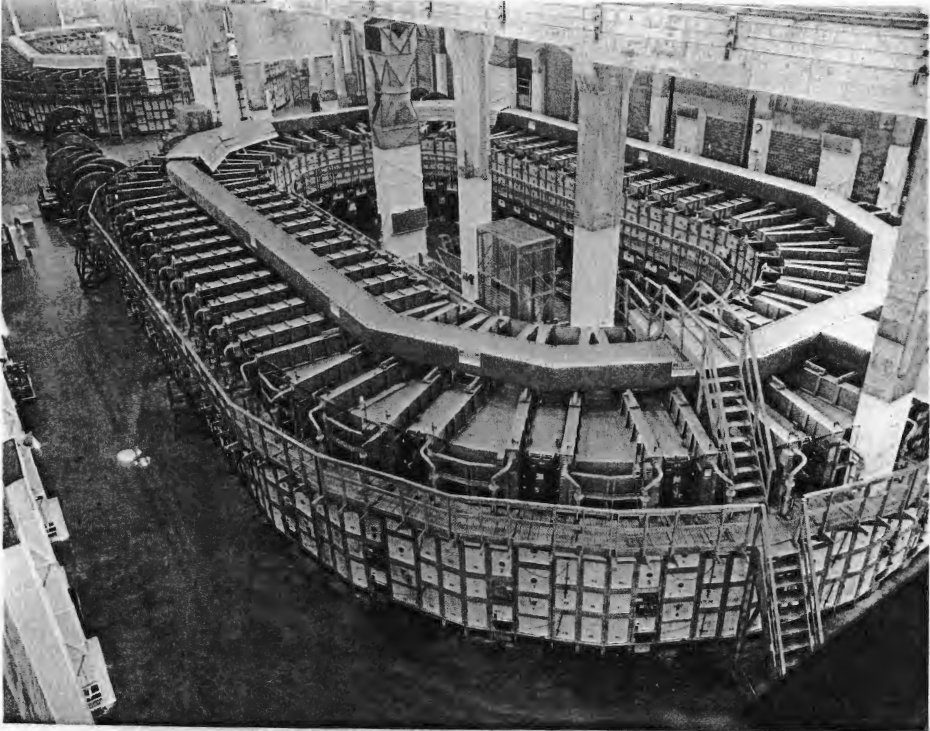
Альфа-версія калютрона в Центрі національної безпеки Y-12 (Оук-Ридж)

Завод Y-12 здійснював електромагнітне розділення ізотопів за методикою Лоуренса. У головному цеху було встановлено циклотрон (калютрон) розміром із двоповерховий будинок. Для створення всередині нього сильного магнітного поля використовували котушки зі срібних дротів. На їх виготовлення знадобилося 15 тис. тонн срібних злитків із Казначейства США.

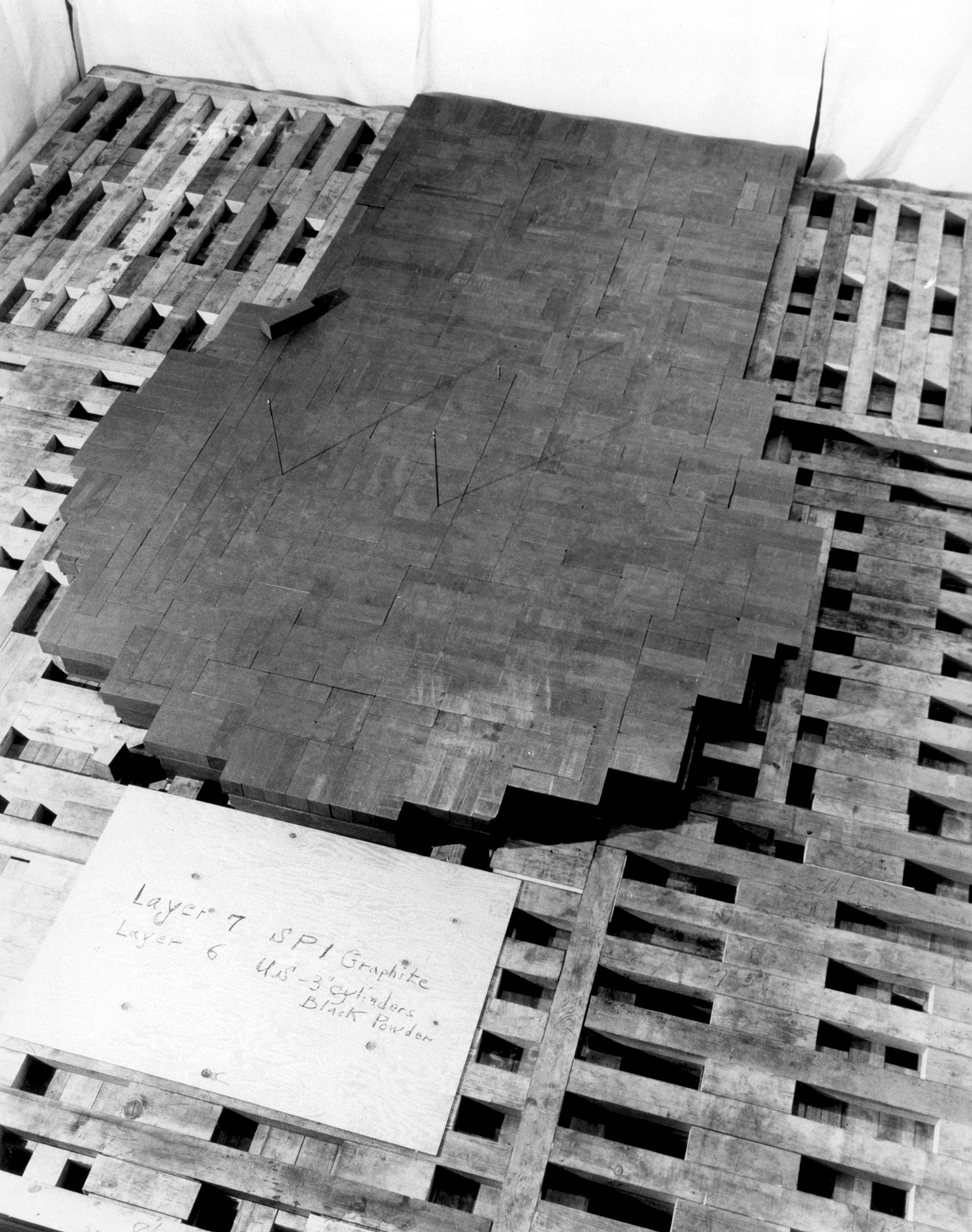
Чиказький ядерний реактор у процесі створення

На осінь 1942 року була достатня кількість чистих матеріалів (графіту, урану) для створення першого в світі робочого ядерного реактора. Ним займався Енріко Фермі, який працював у Чиказькому університеті. Реактор було зібрано під західними трибунами університетського стадіону «Стагг-філд». У ніч на 2 грудня 1942 року вперше в історії здійснено керовану самопідтримувану ланцюгову реакцію поділу ядер атомів урану.
Після створення цього експериментального реактора, в лютому 1943 року в Оук-Риджі почалося будівництво плутонієвого заводу. Перший реактор для напрацювання плутонію запущено 4 листопада 1943, перші зразки плутонію отримано в кінці листопада 1943 року.
Практично одночасно з будівництвом плутонієвого заводу в Оук-Риджі почалося будівництво другого промислового плутонієвого реактора в Генфорді (штат Вашингтон). За період від березня 1943 до вересня 1944 року в Генфорді споруджено ще три реактори для напрацювання плутонію. Їх створенням займався Г. Сіборг.
Освоєнням металургії плутонію займалася Металургійна лабораторія Чиказького університету, якою керував А. Комптон.

## Розробка атомної бомби

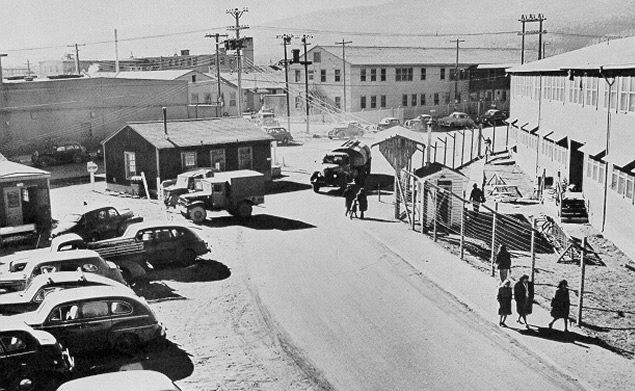
Лос-Аламоська лабораторія (1944 рік)

За створення конструкції ядерного заряду відповідала створена 1943 року лабораторія в Лос-Аламосі, науковим керівником якої був Р. Оппенгеймер.

### Розробка уранової бомби
Бомба «Малюк» (Little Boy) була ядерним боєзарядом гарматного типу.
Сумнівів у роботі гарматної схеми не було, тому на полігоні її не випробовували. 6 серпня 1945 року бомбу «Малюк» скинуто на Хіросіму.

### Розробка плутонієвої бомби
Отримання плутонію-239 для плутонієвих зарядів не було пов'язане безпосередньо зі складнощами в отриманні урану-235, оскільки в разі плутонію-239 використовують спеціальний ядерний реактор і наявний у великій кількості уран-238. Навесні-влітку 1944 року з'ясувалося, що плутоній-239 має значні домішки ізотопу плутоній-240, схильного до спонтанного поділу. Тому гарматна схема для плутонієвої бомби виявилася нездійсненною: плутоній-240 вступить у реакцію поділу до того моменту, як елементи ядерного заряду з'єднаються в критичну масу. Відмовитися від використання плутонію було неможливо через те, що виробленого до літа 1945 року урану-235 вистачило б тільки на одну бомбу, а плутонію-239 було значно більше[джерело?]. Було прийнято рішення замість гарматної схеми для плутонієвої бомби використати імплозійну схему, за якої сфокусована вибухова хвиля стискала надкритичну масу плутонію досить швидко, щоб уникнути ефекту спонтанного поділу плутонію-240. Основними розробниками імплозійної схеми були Р. Толмен, Р. Сербер і С. Неддермаєр.

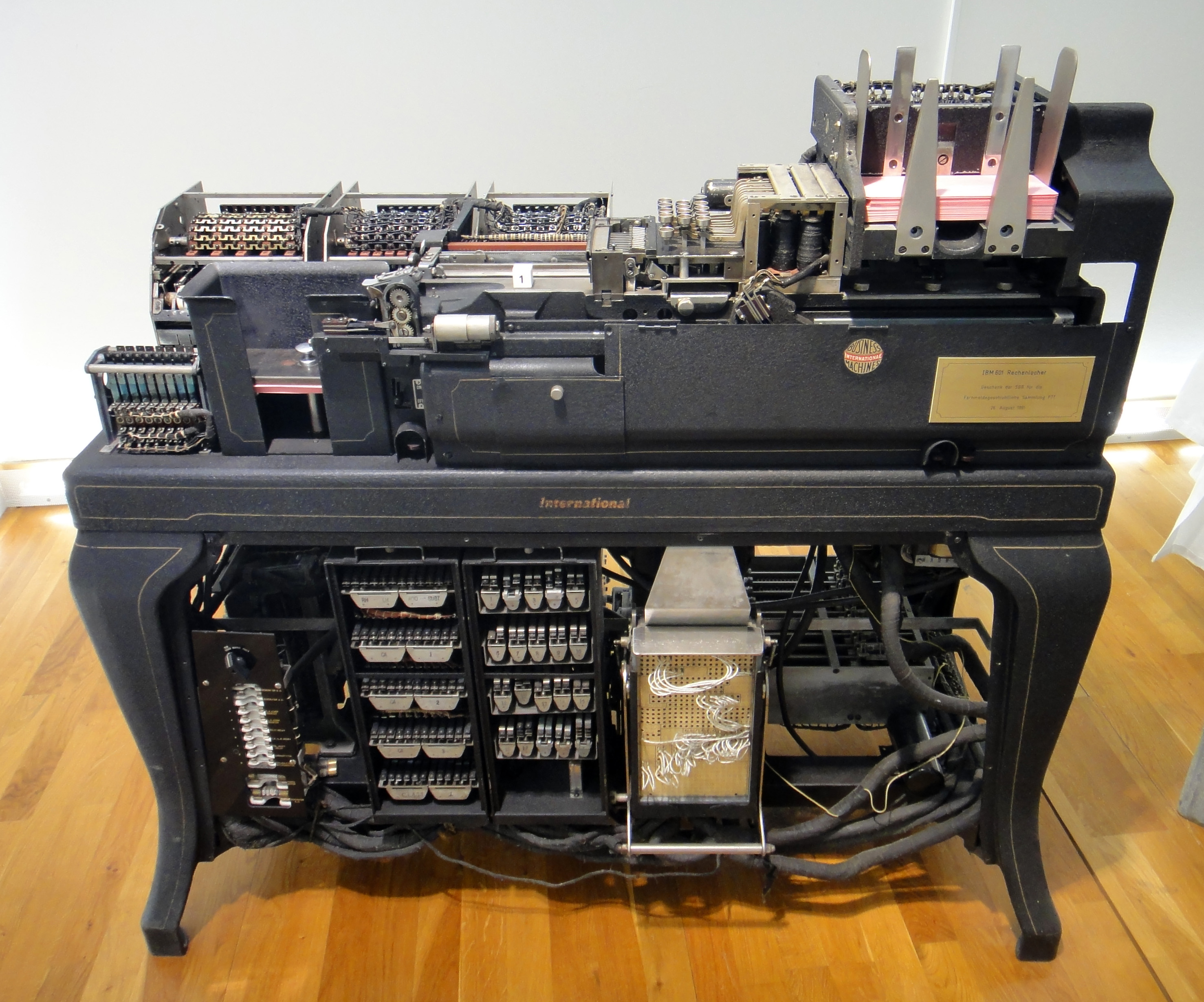
Табулятор

Вибір найкращого та найнадійнішого варіанту схеми імплозійної схеми потребував великого обсягу розрахунків. Оскільки обчислювачі-люди (переважно, жінки) не справлялися з обсягом обчислень, наприкінці 1943 замовлено табулятори IBM 601, які навесні 1944 за три тижні виконали обсяг робіт, який без них тривав би декілька місяців. З кількох варіантів імплозійної схеми шляхом експериментів, дослідів та розрахунків було обрано Варіант III (Mark III), як найперспективніший, і група зайнялася детальнішим обрахунком тільки цього варіанту[джерело?].
За розв'язання проблеми імплозійного обтиснення плутонієвого ядерного заряду атомної бомби в Лос-Аламосі відповідав відділ Г. Кістяківського. Його оцінки показали, що для цього необхідно використовувати як «швидкі», так і «повільні» вибухові речовини. Він створив нову «повільну» вибухову речовину, яка отримала назву «баратол».

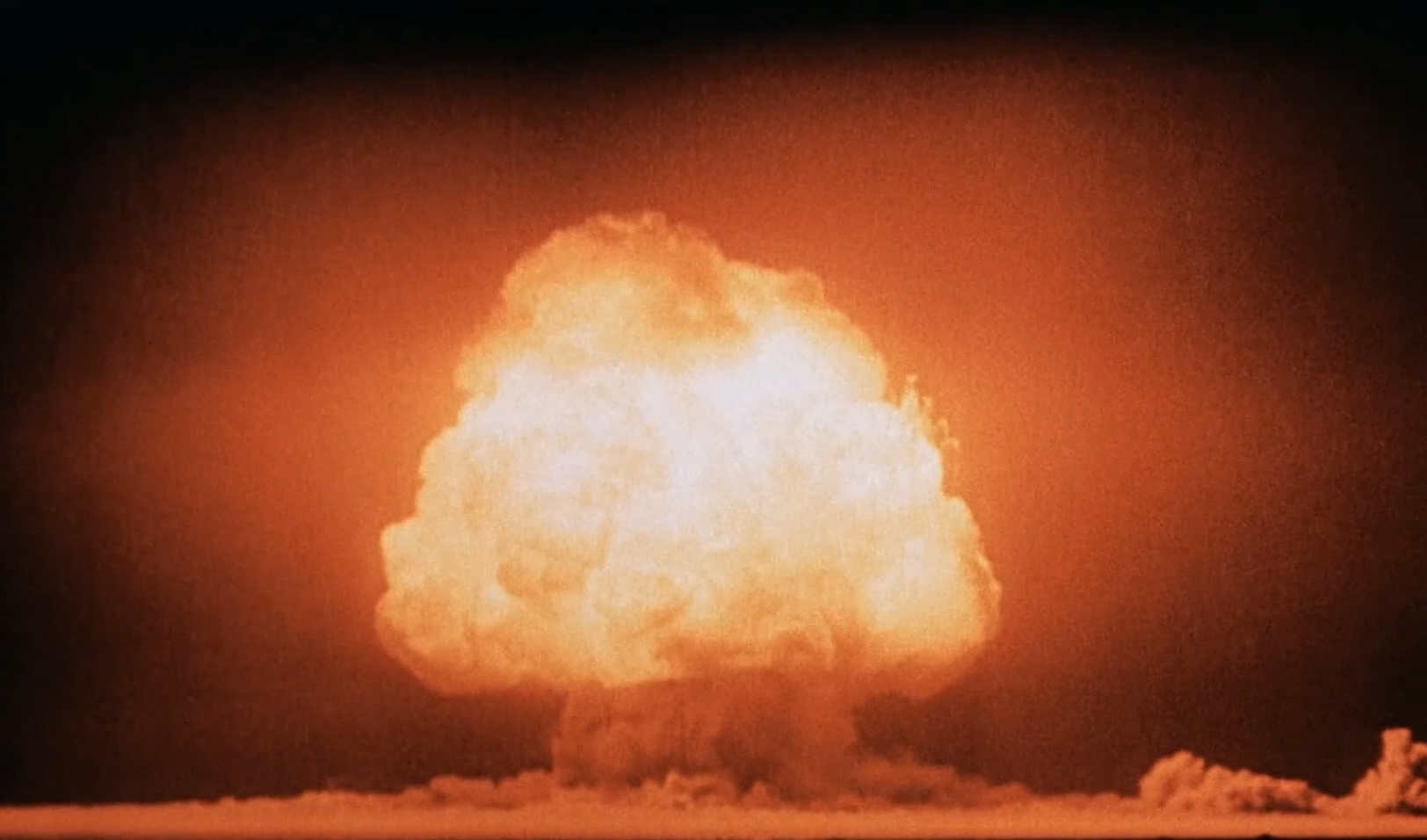
Перший у світі ядерний вибух (16 липня 1945 року)

Безоболонковий ядерний вибуховий пристрій «Штучка» (Gadget) на основі плутонію-239 та імплозійної схеми «Варіант III» підірвано під час випробування «Триніті» на полігоні Аламогордо в штаті Нью-Мексико 16 липня 1945 року. Випробування показало, що вибраний варіант III імплозійної схеми спрацював і достатньо надійний.
9 серпня 1945 року варіант цього пристрою в корпусі авіабомби «Товстун» (Fat Man) скинуто на Нагасакі.

## Хід проєкту
Проєкт координувався зі штабу Північного Атлантичного Дивізіону інженерного корпусу Армії США. Штаб розташовувався на 18-му поверсі будинку № 270 на Бродвеї біля нью-йоркської мерії в Мангеттені, Нью-Йорк.
Спочатку проєкт пропонувалося назвати «Лабораторією з розробки замінних матеріалів», але генерал Гровз затвердив назву «Мангеттенський інженерний район» (англ. Manhattan Engineer District). Потім назву змінили на «Мангеттенський проєкт». На ранніх стадіях проєкту чимало було зроблено у Пупін Холі (факультети фізики та астрономії) Колумбійського університету Нью-Йорку.
У 1943 р. центр координації проєкту перемістився в Оук-Ридж (штат Теннессі), але зберіг стару назву.
На початку 1942 р. Артур Комптон організував у Чиказькому університеті металургійну лабораторію для вивчення плутонію та уранових збірок (примітивні ядерні реактори), і попросив теоретика Роберта Оппенгеймера з Університету Берклі взяти у свої руки теоретичні розрахунки кінетики швидких нейтронів — ключа до обчислення критичної маси та детонації. Фізик-металург Джон Менлі був призначений допомагати Оппенгеймеру в пошуку відповідей, координуючи співпрацю з різними експериментальними групами фізиків у США.
Протягом весни 1942 р. Оппенгеймер і Роберт Сербер з університету Іллінойсу працювали над проблемами нейтронної дифузії (руху нейтронів під час ланцюгової реакції) й гідродинаміки (поведінка вибуху в результаті ланцюгової реакції). Щоб перевірити цю роботу й загалом теорію реакції поділу ядра, в червні 1942 Оппенгеймер скликав літню школу в Університеті Каліфорнії, Берклі. Теоретики Ганс Бете, Джон ван Флек, Едвард Теллер, Фелікс Блох, Еміль Конопінскі, Роберт Сербер, Стенлі С. Франкел, і Елдред С. Нелсон (останні три — колишні студенти Оппенгеймера) швидко підтвердили, що атомна бомба можлива. Хоча теоретична можливість ядерного вибуху була встановлена, в розробці бомби ще залишалося чимало невідомих чинників. Властивості чистого урану-235 були все ще відносно невідомі, як і властивості плутонію, нового елемента, щойно відкритого в лютому 1941 р. Гленном Сіборгомі його співробітниками. Плутоній утворюється з урану-238 при поглинанні нейтрона, випущеного атомом урану-235 в процесі розпаду, і тому виникає в ядерному реакторі. На той час жодного реактора ще не було побудовано, тому, хоча плутоній розглядався як додаткова речовина, що розщеплюється, на плутоній не покладалися надії: цього матеріалу існували тоді лічені мікрограми, утворені в результаті нейтронної реакції у циклотроні.
Хоча Мангеттенський проєкт залучив до співпраці понад тридцять різних дослідницьких і виробничих центрів, здебільшого він здійснювався в трьох секретних наукових містах: Лос-Аламосі (штат Нью-Мексико), Оук-Риджі (штат Теннессі) і Генфорді (штат Вашингтон).
Місце у Теннессі було вибрано з огляду на велику кількість дешевої гідроелектричної енергії, необхідної для збагачення урану в гігантських магнітах іонної сепарації. Генфорд був вибраний завдяки розташуванню поблизу річки із запасами води для охолоджування реакторів, що виробляли плутоній. Обрані місця були далеко від узбережжя за межами досяжності можливого ворожого нападу з боку Німеччини чи Японії.
Лос-Аламоська національна лабораторія була збудована на плоскій вершині гори, на місці розташування колишньої приватної школи для хлопців-підлітків. На додаток до існування як головного мозкового «центру» Лос-Аламос відповідав за завершальну фазу збирання бомб, використовуючи переважно матеріали й компоненти, виготовлені в інших місцях. Власна продукція Лос-Аламоса включала кожухи, вибухові лінзи та виробництво серцевин бомб із придатних до розщеплення матеріалів.
Споруди Оук-Риджа покривали понад 60.000 акрів (243 км²) землі в районі Долини Теннессі. Завдяки секретності навіть губернатор штату не підозрював про розбудову Оук-Риджа (який мав стати п'ятим за величиною містом у штаті). Певний час споруди Оук-Риджа споживали 1/6 електричної енергії, що вироблялася в США — більше, ніж Нью-Йорк. Оук-Ридж в основному виробляв уран-235.
Генфорд, який виріс майже до 1000 квадратних миль (2600 км²), зайняв землі ферм, фруктових садів, залізниці та двох сільськогосподарських населених пунктів, що лежали на берегах річки Колумбія. Генфордські ядерні реактори використовували воду річки для охолодження. Генфорд став основним центром з виробництва плутонію.
Існування цих виробничих потужностей і секретних міст Лос-Аламоса, Оук-Риджа і Генфорда не були оприлюднені до об'яви ядерного вибуху в Хіросімі, і вони залишалися таємницею до кінця другої світової війни.
Мангеттенський проєкт об'єднав вчених США з ученими Великої Британії та Канади, що розвивали паралельний проєкт розробки ядерної бомби («Тьюб Еллойс»), в єдиний міжнародний колектив, який зумів розв'язати поставлену проблему.

## По закінченні війни
Мангеттенський проєкт створювався з єдиною військовою метою: створити атомну бомбу до літа 1945 року. Всі зусилля військових, учених та інженерів були спрямовані на створення діючої атомної зброї. Побічні наукові дослідження, дослідження та варіанти відкидалися через жорсткі терміни та обмеженість людських і матеріальних ресурсів.
Оскільки Мангеттенський проєкт виконав своє єдине завдання, у вересні 1945 року, після закінчення Другої світової війни, його почали залишати вчені, повертаючись до своїх колишніх наукових робіт. Норріс Бредбері, який змінив Роберта Оппенгеймера на посаді наукового директора Лос-Аламоської лабораторії, ще протягом року ледь підтримував роботу лабораторії, пропонуючи вченим, що залишилися, теоретичні завдання в галузі термоядерного синтезу та поліпшеннями наявних атомних бомб доти, поки у вищих політичних колах було вирішено, що робити з атомною зброєю, хто контролюватиме її зберігання та розробку, і як це все фінансуватиметься.